# Glipidiomorpha septentrionalis
Glipidiomorpha septentrionalis es una especie de coleóptero de la familia Mordellidae.

## Distribución geográfica
Habita en Sierra Leona.